# Helena Bełkowska
Helena Bełkowska (występująca też jako Halina Bełkowska; ur. 17 kwietnia 1908 w Wieliczce, zm. 9 sierpnia 1994 w Krakowie) – polska aktorka teatralna.
Początkowo studiowała filologię polską na Uniwersytecie Warszawskim, a później, w latach 1932–1933, sztukę aktorską w PIST.

## Teatr
W latach 1934–1935 była aktorką Teatru Comoedia w Warszawie, a następnie w latach 1935–1946 Instytutu Reduty w Warszawie, po czym przeniosła się do warszawskiego Stołecznego Teatru Powszechnego (1936–1938). Tuż przed II wojną światową, w latach 1938–1939, była aktorką Teatru Polskiego im. Stanisława Wyspiańskiego w Katowicach. Po wojnie występowała w Warszawskim Teatrze Objazdowym Problemy (1945–1947), a potem w Krakowie: w Teatrze Młodego Widza (1948–1957), Teatrze Rozmaitości (1957–1959) oraz Teatrze im. J. Słowackiego (1959–1972). Pochowana na cmentarzu Rakowickim w Krakowie (kw. O, rząd zach.).

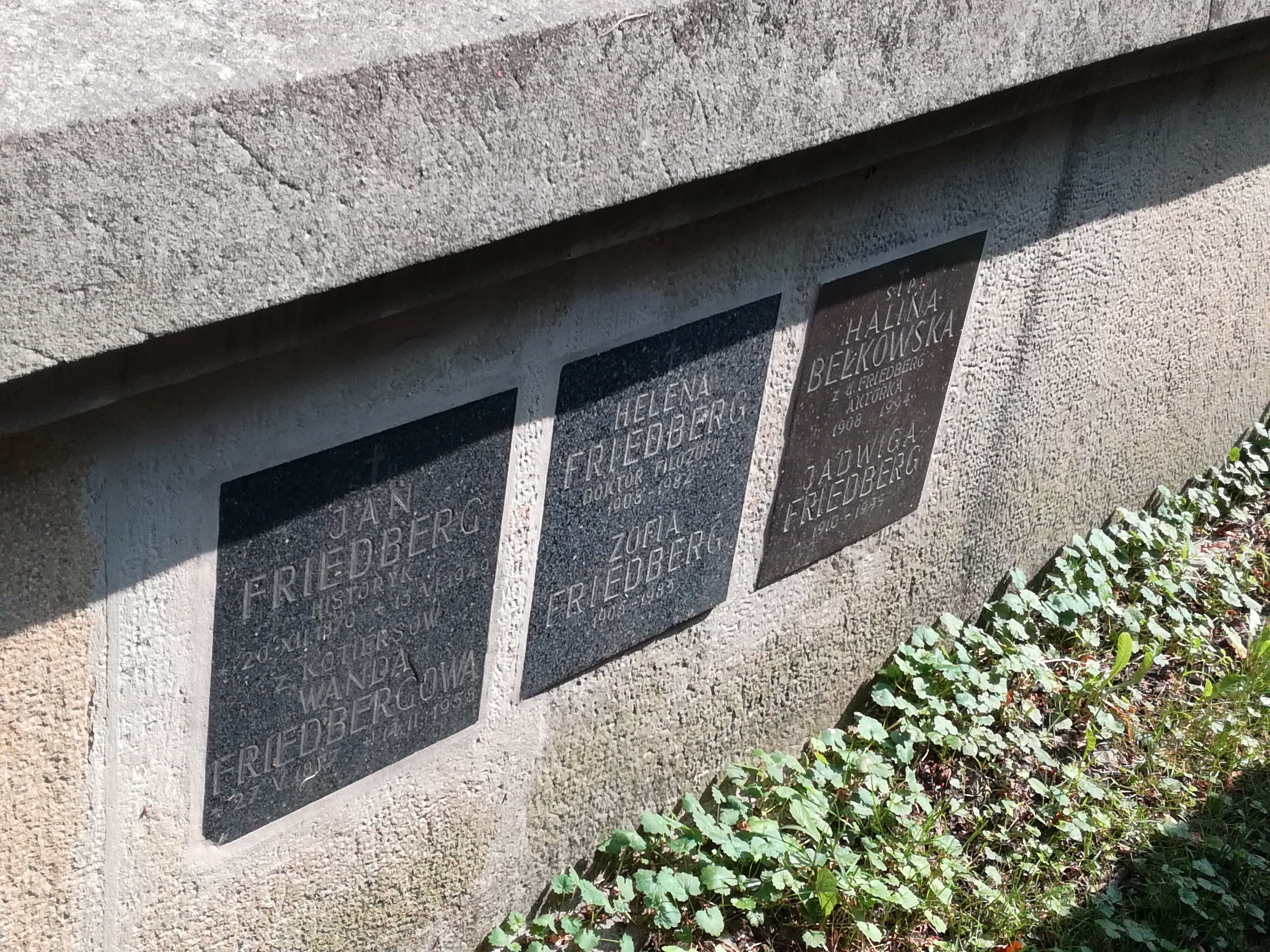
Grób Haliny Bełkowskiej na cmentarzu Rakowickim

### Spektakle  teatralne (wybór)
- 1948: Farfurka królowej Bony jako Królowa Bona (reż. Maria Biliżanka)
- 1948: Syn pułku jako Lekarka (reż. Józef Karbowski)
- 1949: Stara baśń jako Dziwa (reż. M. Biliżanka)
- 1949: Przyjaciele jako Aleksandra Kurnikowa (reż. Adam Grzymała-Siedlecki)
- 1950: Kredowe koło jako Pani Ma (reż. Władysław Józef Dobrowolski)
- 1951: Nasze dziewczęta jako Hela Biegus (reż. Lidia Zamkow)
- 1951: Pierwsza lepsza jako Elwira (reż. Józef Maśliński)
- 1951: Nawojka jako Nawojka (reż. M. Billiżanka)
- 1952: Świętoszek jako Elwira (reż. Kazimierz Szubert)
- 1952: Czerwony krawat jako Nadieżda Iwanowna (reż. M. Billiżanka)
- 1953: Dwie blizny jako Aniela; Pani (W.J. Dobrowolski)
- 1953: W Stwoszowym domu jako Barbara (reż. Iwo Gall)
- 1955: Ballady i romanse (reż. Halina Gallowa)
- 1957: Komedia omyłek jako Emilia (reż. Władysław Daszewski)
- 1957: Pamiętnik Anny Frank jako Pani Frank (reż. Jerzy Merunowicz)
- 1957: Szklanka wody jako Księżniczka Malborough (reż. Jadwiga Zaklicka)
- 1960: Czajka jako Paulina Andriejewna (reż. Roman Niewiarowicz)
- 1962: Żałoba przystoi Elektrze jako Emma (reż. Bronisław Dąbrowski)
- 1963: Fedra jako Enona (reż. R. Niewiarowicz)
- 1963: Dziady jako Obrzędniczka; Anioł; Sowa (reż. Bohdan Korzeniewski)
- 1963: Krakowiacy i Górale jako Starościna III (reż. B. Dąbrowski)
- 1964: Urząd jako Pani Rogulska (reż. Władysław Krzemiński)
- 1965: Noc listopadowa jako Hekate (reż. B. Dąbrowski)
- 1967: Kosmogonia jako Balladyna (reż. Maria Wiercińska)
- 1970: Chłopcy jako Siostra przełożona (reż. Mirosław Wawrzyniak)
- 1971: Achilleis jako Hekabe (reż. Jerzy Goliński)
- 1972: Dom kobiet jako Celina Bełska (reż. Irena Babel)

## Film
Wystąpiła w filmie Sól ziemi czarnej w 1969 roku (reż. Kazimierz Kutz) w roli matki Basistów.

## Nagrody
- 1951: wyróżnienie za rolę Heli Biegus w przedstawieniu Nasze dziewczęta Macieja Słomczyńskiego w Teatrze Młodego Widza w Krakowie na Festiwalu Polskich Sztuk Współczesnych